# Ivan Medek

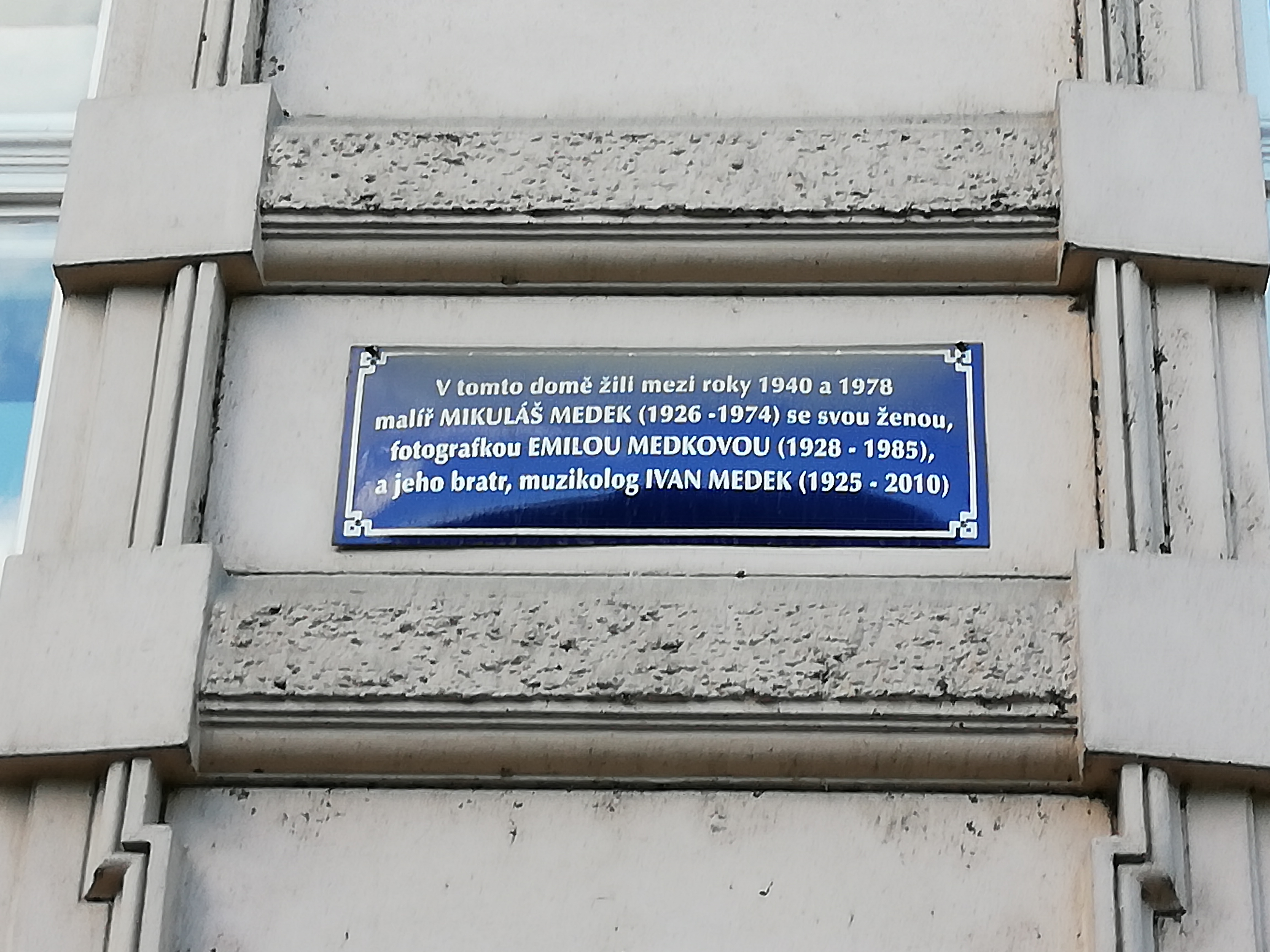
Informační deska na domě (Janáčkovo nábřeží 471/49, 150 00 Praha 5 - Smíchov)

Ivan Medek (13. července 1925 Praha – 6. ledna 2010 Praha) byl český novinář, původní profesí muzikolog, spolupracovník Talichova Českého komorního orchestru a České filharmonie, hudební publicista, teoretik a kritik, bratr Mikuláše Medka.

## Život

### Život v Československu

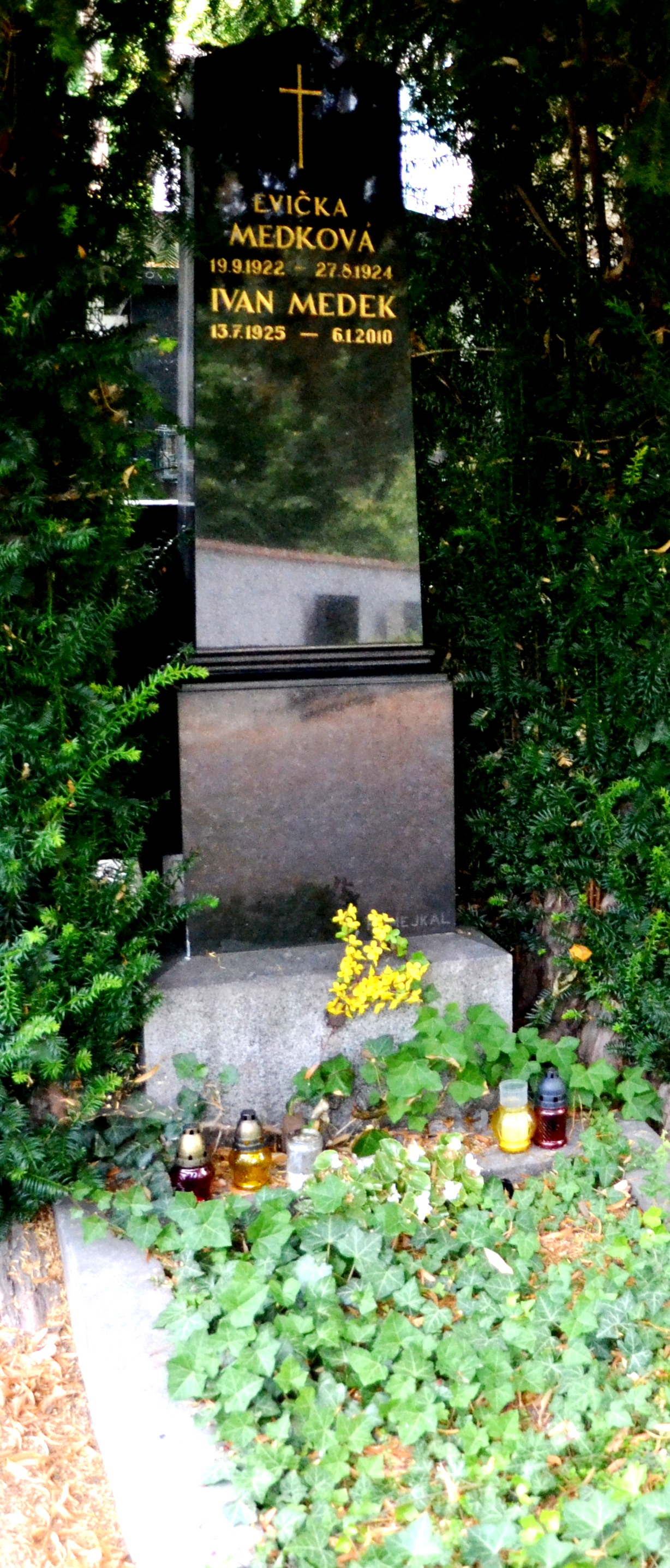
Hrob Ivana Medka na hřbitově v Praze 6 – Břevnově

Dětství prožil v Národním památníku na Vítkově, který spravoval jeho otec Rudolf Medek. Vystudoval obecnou školu v Karlíně, Akademické gymnázium v Praze (čtyři ročníky) a pražskou konzervatoř, kterou ale musel po převratu v únoru 1948 přerušit pro nepřátelský postoj ke KSČ a k novému zřízení.
V období komunismu na něj vedla složku Státní bezpečnost. V roce 1957 byl zatčen a odpykal si několikaměsíční trest kvůli údajnému podílu na finančních machinacích. Po propuštění se ho StB pokoušela naverbovat jako agenta, kteroužto nabídku odmítl.
Během pražského jara vstoupil do Československé strany lidové s cílem ji reformovat, krátce po invazi vojsk Varšavské smlouvy do Československa z ní vystoupil. Po roce 1969 měl zakázánu veřejnou činnost a v lednu 1977 po prosincovém podpisu Charty 77 dostal výpověď ze Supraphonu. Aby neohrožoval svou rodinu, rozvedl se roku 1977, kdy už zvažoval emigraci. Poté pracoval jako sanitář v Nemocnici Na Františku, po další výpovědi (opět z politických důvodů) pak jako umývač nádobí a šatnář v restauraci Pod Kinskou. Po řadě výslechů a přepadení Státní bezpečností v roce 1978, kdy byl odvezen mimo Prahu, omráčen a ponechán v lese, emigroval do Rakouska.

### Život v emigraci
Ve Vídni udržoval kontakty s disidentskými kruhy v ČSSR (Charta 77, VONS), stal se dopisovatelem Hlasu Ameriky a spolupracoval se Svobodnou Evropou a dalšími rozhlasovými stanicemi – BBC, Deutsche Welle, Radio Vatikán. Úzce spolupracoval s laickým katolickým sdružením Opus Bonum Anastáze Opaska. Roku 1979 za ním do Mnichova přijela Helena, se kterou se oženil, aby i ona získala povolení k pobytu.
Po roce 1989 byl poradcem České filharmonie, poradcem ministra kultury, předsedou Federální rady pro rozhlasové a televizní vysílání. V letech 1993–1996 pracoval v Kanceláři prezidenta republiky Václava Havla jako ředitel Odboru vnitřní politiky, v období 1996–1998 byl vedoucím Kanceláře (kancléřem).
V té době se též účastnil kulturních akcí, které pořádalo Masarykovo demokratické hnutí (podvečery v divadle Kolowrat v Praze, publicistické pořady pořádané klubem TGM Kopřivnice)
Od roku 1991 byl nositelem Řádu T. G. Masaryka. V roce 1999 byl vyznamenán medailí Za zásluhy. Za rok 2008 získal novinářskou Cenu Ferdinanda Peroutky.
Jeho fejetony bylo možné slyšet na stanici Radio Classic FM a ve vysílání české redakce BBC.
Zemřel 6. ledna 2010 a byl pohřben na Břevnovském hřbitově.

## Dílo
- MEDEK, Ivan. Hádejte 10x. [s.l.]: Panton, 1968. 46 s.
- MEDEK, Ivan. Jak to vidím. Praha: Vyšehrad, 2003. 123 s. ISBN 80-7021-585-2.
- MEDEK, Ivan. O čem přemýšlím. Praha: Bonaventura, 2004. 85 s. ISBN 80-85197-39-1.
- MEDEK, Ivan. Děkuji, mám se výborně. Praha: Torst, 2005. 136 s. ISBN 80-7215-245-9.
- MEDEK, Ivan; KOTYK, Petr. Malinký peníz na jeden telefonát do nového života. České Budějovice: Karmášek, 2010. 44 s. ISBN 978-80-87101-20-9.